# À bout de rêves
Albums de Slimane
Tourne le monde
(2011) Solune
(2018)
Singles
1. Paname
Sortie : 20 mai 2016
2. Le vide
Sortie : 19 juin 2016
3. Adieu
Sortie : 19 août 2016
4. Abimée (feat. Léa Castel)
Sortie : 5 mai 2016
5. La famille ça va bien !
Sortie : 2016
6. Frérot
Sortie : 2017

À bout de rêves est le premier album studio de Slimane,  co-réalisé par Valentin Marceau et Mickaël Cohen et sorti le 8 juillet 2016.
Il se classe numéro 1 des ventes d'albums en France, en Suisse romande et en Belgique (Wallonie) dès la semaine de sa sortie.

## Titres
L'album, composé de 11 titres, est classé numéro 1 des ventes sur les plus grands sites d'achat en ligne :
| 1.  | L'enfant de la rue                | 4:07 |
| 2.  | Paname                            | 2:39 |
| 3.  | Frérot                            | 2:42 |
| 4.  | Adieu                             | 3:46 |
| 5.  | On s'en fout                      | 3:15 |
| 6.  | Je serai là                       | 3:05 |
| 7.  | Le vide                           | 2:57 |
| 8.  | Le million                        | 3:02 |
| 9.  | Tu m'aimes bien (feat. Annabelle) | 3:15 |
| 10. | À fleur de toi                    | 3:22 |
| 11. | Le grand-père                     | 3:30 |

| 12. | La famille ça va bien !                   | 3:19 |
| 13. | Ainsi va la vie                           | 3:18 |
| 14. | Avance                                    | 3:10 |
| 15. | Abîmée (feat. Léa Castel)                 | 3:26 |
| 16. | On n'oublie pas                           | 3:25 |
| 17. | La famille ça va bien ! (Infrarohd Remix) | 3:21 |

## Clips vidéos
- Paname : 14 juin 2016
- Le vide : 27 juin 2016
- Adieu : 19 août 2016
- La famille ça va bien ! : 28 novembre 2016
- Frérot : 22 décembre 2016

## Thèmes des chansons
L'album constitue une forme d'autoportrait dont chaque morceau raconte à peu près le vécu et l'enfance de Slimane. Paname évoque le parcours difficile et les obstacles qu'il a du surmonter dans sa carrière de chanteur.
La ballade Le Vide, réenregistrée pour une sortie en single le 19 juin 2016, a été écrite et publiée sur Facebook le 14 novembre 2015 en réponse aux attentats du 13 novembre 2015 en France. Son clip vidéo, sobre, dans lequel on le voit chanter face caméra, sort le 27 juin 2016.

## Titres certifiés en France
- Paname  Platine
- À fleur de toi  Platine
- Adieu  Or
- Abîmée (avec Léa Castel)  Or

## Titres certifiés en Belgique
- Paname 2x Platine
- Le vide  Or
- À fleur de toi  Or
- Adieu  Platine
- Frérot  Or

## Classements et certifications

### Classements hebdomadaires
| Classements                  | Meilleure position |
| ---------------------------- | ------------------ |
| Belgique (Flandre Ultratop)  | 116                |
| Belgique (Wallonie Ultratop) | 1                  |
| France (SNEP)                | 1                  |
| Suisse (Charts Romandie)     | 1                  |
| Suisse (Schweizer Hitparade) | 4                  |

### Certifications
| Région                                                                                                 | Certification | Ventes/Streams |
| --- | ------------- | -------------- |
| Belgique (BEA)                                                                                         | Platine       | 25 000*        |
| France (SNEP)                                                                                          | 3 × Platine   | 329 000*       |
| *Ventes selon la certification ^Mise en rayon selon la certification xNon précisé par la certification |               |                |